# Platycodon
Genre
Platycodon est un genre de plantes de la famille des Campanulaceae. Originaire d’extrême orient (Japon, Corée, Chine, Russie).

## Liste d'espèces
Selon BioLib (3 septembre 2018), Catalogue of Life (3 septembre 2018), ITIS (3 septembre 2018),World Checklist of Selected Plant Families (WCSP) (3 septembre 2018), NCBI (3 septembre 2018) et The Plant List (3 septembre 2018) :
- Platycodon grandiflorus (Jacq.) A.DC. (1830)

Selon GRIN (3 septembre 2018) :
- Platycodon grandiflorus (Jacq.) A. DC.
- Platycodon spp.

Selon Tropicos (3 septembre 2018) :
- Platycodon autumnalis Decne., synonyme de Platycodon grandiflorus
- Platycodon chinensis Lindl. & Paxton, synonyme de Platycodon grandiflorus
- Platycodon glaucus (Thunb.) Nakai, synonyme de Platycodon grandiflorus
- Platycodon grandiflorus (Jacq.) A. DC.
- Platycodon homallanthina (Ledeb.) A. DC., synonyme de Astrocodon expansus
- Platycodon mariesii (Lynch) Wittm., synonyme de Platycodon grandiflorus
- Platycodon sinensis Lem., synonyme de Platycodon grandiflorus